# Thor Bjørklund
Thor Bjørklund (30. oktober 1889 – 8. december 1975) var en norsk møbelsnedker og er mest kendt som ostehøvlens opfinder.
Han irriteredes over, at han ikke kunne skære så tynde osteskiver, som han gerne ville, når han skar ost med kniv, samt at osten blev ødelagt af det. Derfor begyndte han i Lillehammer at eksperimentere med en snedkerhøvl i håb om at kunne lave noget lignende, som kunne bruges i køkkenet. Det lykkedes. I begyndelsen lavede han ostehøvle til sin bekendtskabskreds og fik 27. februar 1925 patent på redskabet, som i dag findes i de fleste husholdninger i Norden. I 1927 startede han firmaet Thor Bjørklund & Sønner.